# ワイルドアームズ ザ フォースデトネイター
『ワイルドアームズ ザ フォースデトネイター』（WILD ARMS the 4th Detonator）は、ソニー・コンピュータエンタテインメントから2005年3月24日に発売されたPlayStation 2用ロールプレイングゲーム。

## 概要
『ワイルドアームズ アドヴァンスドサード』に続くナンバリングタイトルだが、間に『ワイルドアームズ アルターコード:エフ』を挟むため、実際はシリーズ第5作目。『WA:F』からのコンバートシステムがある。
初回生産版には、設定資料や序盤の攻略ガイドなどを含む「ファーストガイドブックレット」（小冊子）が付いている。
今作のテーマは「大人と子供」であると開発前は語られていた（実際、本編やTVCMなどでも全員未成年であるジュードら4人が未熟な子供であることが強調されている）が、これは建前上のものであり、本当のテーマは「進化」であることが攻略本のインタビューにて述べられている。

## ストーリー
物語の舞台は惑星ファルガイア。その昔、汎国家統合星府と議会騎士団との二つの勢力の間で争いが絶えず、その結果、何十年と及ぶ戦争を引き起こした。汎国家統合星府は戦争に終止符を打つべく、ARM（Ambient Reorganization Material）と呼ばれる兵器を開発し、その威力と精度から戦況は一転した。しかし、汎国家統合星府は勝利を手にする目前で、内部からの反発勢力により崩壊し、最後には議会騎士団の不戦勝の形で終結した。だが、戦争は終結したものの、世界の傷が癒えることはなかった。そして議会騎士団の政治も、荒れ果てた世界に一日一日を生きることに精一杯の民衆たちにとっては何の価値もなく、議会騎士団も事実上、機能していない状態に陥っていた。現状、ファルガイアは別の意味での、何者にも捕らわれない、自由を手に入れる。
そんな戦争時代とは全く無縁に育ってきた、シエル村に住むジュードは、ある日村に突如現れた謎の戦艦を目撃する。少年は兵士たちの目を掻い潜り、戦艦へと忍び込み、そこで一人の少女と巡り合う。

## キャラクター
各プロフィールはコンプリートガイドより。

### パーティーキャラクター
ジュード・マーヴェリック (Jude Maverick)
声 - 白石涼子
武器：シェイプシフター / クラス：ガジェッティア
本作の主人公である13歳の少年。偶発的にARMを手にすることで彼の物語が始まる。
シエル村で育ち、過去に戦争が起きたことを知らないでいた。また、ユウリィに出会うまでは一度も女の子を見たことがなかった。歳相応に子供らしい性格で、無鉄砲な行動に出ることもある。
実はハウザー・ブラックウェルの息子。生まれつきARMを扱うことのできる、極めて奇跡的な存在と言われる先天的因子適合者（インヒレント・ジーンドライバー）で、「静止した村 シエル」に攻め込んで来た議会騎士団の兵士によって奪取された基底状態のARM「シェイプシフター」を起動させ、ARMの力に目覚める。結果、「アクセラレイター」という高速移動能力にも目覚める。
全体的にバランスの取れたパラメータで、特に反応の数値が高いが抵抗は若干低い。ARMを使用している為、遠距離・貫通攻撃の特性を持つオリジナルが多い。またフォースの「ミスティック」を使うことで、アイテム効果を拡大することもできる。
ユウリィ・アートレイデ (Yulie Ahtreide)
声 - 川澄綾子
武器：トライサークル / クラス：パラディエンヌ
特務局ブリューナクに軟禁されていた15歳の少女で、ジュードに助けられる。
幼い頃に養護施設（実際には研究所のような場所）で被検体として育ち、そこでのARMの調整・制御に特化した能力を得た。基本的に大人しいが、養護施設での経験からかやや後ろ向きな性格をしている。
パーティ唯一の回復・支援担当。魔力と抵抗は高いが物理攻撃には弱いため、集中攻撃を受けるとすぐに戦闘不能になってしまうこともある。
攻撃技は主にアンデッド系に有効な技を使うが、フォースの「マテリアル」は、大気中に散布されたのARMデバイスで気象操作を可能にすることで、強力な攻撃技と回復技を使うことが出来る。その際に現れる怪物は、バスカーの教えに登場する守護獣を模したものである。
アルノー・G・ヴァスケス (Arnaud G Vasquez)
声 - 高橋広樹
武器：スロウナイフ / クラス：フォーミュラユーザー
渡り鳥の男性で、シエル・シェルター内でジュードと出会う。自分を大人だと自負しているが、ピンチに陥ると恐怖で身動き一つ出来なくなる臆病な性格。ジュード達との旅を通して逞しくなっていく。
知識が豊富なだけでなく、父親の仕事の影響から、飛行機の操作を始め機械の操作に強い。父親が借金まみれになったことをきっかけに「剃刀の様な鋭い思考を得る」、「騙される位なら、騙す側になる」と必死で勉強を始める。
後にラクウェルと結ばれ父親となり、喫茶店を娘と経営する。シリーズ史上初のパーティ内恋愛を成し遂げた（開発者が過去恋愛描写が嫌いだったことで知られている）。
オリジナルでは攻撃魔法もあるが、HEXにマイナスステータスを与える物が多い。ユウリィ同様、魔力が高い。若干打たれ弱いが、回避が高い為、生存確率が高い。フォースの「ジャンプ」で離れたHEXに移動できる。
ラクウェル・アップルゲイト (Raquel Applegate)
声 - 生天目仁美
武器：バスタードソード / クラス：マイトフェンサー
ジュードたちがポート・ロザリアで遭遇した女渡り鳥。実に大人びた節度と達観を持っているという一面もあるが、それなりに社交的な一面もあり、決して無愛想というわけでもない。「可愛気がない」と自嘲しているが、自分で言うほどでもない美人。剣の達人であり、身の丈ほどもある大剣を扱う。数年前に、かつて無い程の惨劇が起こった町「フェルクレルング」出身であり、惨劇の際に被爆した為、余命が少ない（彼女以外の家族は、そのときに死亡）。世界に残る僅かな美しい景色を絵に描くため旅をしている。
料理の腕前や画力に関しては（下手とはいうレベルではないものの）彼女の「独創的な感性」が目立つ一面もある。
エンディング後、治療法を探すためにアルノーと旅に出る。旅先で結婚し子供(女子)を授かった後、「美しいもの」を見つけ、幸せな最期を迎えた。なお娘の名に関しては厳密な名称設定は公開されておらず、小説版では「小（リトル）ラクウェル・G・アップルゲイト」という名称が使用されている。
ストーリーの最後で明確に死亡するがそれが満足のいくものであったというのは、開発スタッフインタビューで「本作のテーマである進化・進歩は成長による老化（すなわち死）にも近づくということのため、それと向き合うことを示したかった」という描写であったと語られている。
攻撃と防御が高い反面、反応が低いが、フォースの「イントルード」により、FPの続く限り攻撃を繰り返す連携が可能。
鍛えようによっては最強の隠しボスであるラギュ・オ・ラギュラすらも一撃で倒せるため、次回作の『WA5』に登場するラクウェルを模したキャラクターは、それをネタにされている。

### 特務局ブリューナク
一部を除き、クラス名は各人のもつ異能名となっている。
ラムダ・ゼルヴィガー (Lambda Zellweger)
声 - 小杉十郎太
武器：聖剣「クラウ・ソラス」、鞭（無銘） / クラス：ブルーデスティニー（涙に浮かぶ未来）
特務局ブリューナク局長。異能集団を率いる男で世界の繁栄を切に望んでいる。性格的に、結果を早くに求めてしまうため決断を急いでしまう場面が多い。戦闘時には聖剣「クラウ・ソラス」、および無銘の鞭を振るい戦う。
彼の異能「涙に浮かぶ未来」は、視覚によって得られる情報を脳内で高速処理し、未来を予測する能力を持つ。その際眼に極度の負荷が掛かるため、落涙する。戦闘中はその能力を使用し、相手の攻撃を無効化することが可能である。
未来を憂いた結果、自然選択説に基づき、ARMを暴走させて人類を過酷な状況に置くことで人類の進化を促す、という無謀な考えを実行するが、ジュード達と対峙したことで考えを改め、彼らに未来を託すことにした。
ガウンに結果を速く求めすぎると指摘されてはいるが、彼が世界の未来を護りたいという思いもまた本物である。
ファルメル・アリアンロッド (Farmel Arianrhod)
声 - 三石琴乃
武器：ファルの銀輪 / クラス：アースガルズ（神々の砦）
局長ラムダを守る「盾」の異名を持つ。
いつも軽口を叩いては、人をからかった態度を見せるが、ラムダに対する忠誠は絶対的なものである。
戦闘時には専用の盾を用い、カウンター戦法で戦う。盾を持たない体の右側（右腕・右脚）にはアーマーを装備している。
彼女の異能「神々の砦」は、盾として使えるものを媒体とし、守らんとする意思の強さによっては核攻撃すら防げるほどの防御力を発揮する能力を持つ。
クルースニク・アートレイデ (Kresnik Ahtreide)
声 - 千葉進歩
武器：ハウリングスパイク / クラス：ペイルライダー（蒼の騎士）
特務局ブリューナクの副長で、兄としてユウリィのことを救おうとしている。愛車「ジャベリン」で戦場を駆け渡る。信念は徹底的に貫く主義ゆえ、「槍」の異名を持つ。
試作型ARMハウリングスパイクの使い手。真面目過ぎる性格で、ジェレミィから「クニークルス（真面目兎）」と茶化される。
ARMの適合者ではないが、それを補うためにアウグストから与えられた「LiNKER（リンカー）」という薬を服用して擬似的な呼応因子を形成してARMを使用していたため、ARM使用の度に抗衝動に苦しんでいる。後に自らの意志の力で薬を服用せずにARMを使用する事が可能となった。
またクルースニクの異能「蒼の騎士」はジャベリンと心を通わせ、搭乗者の意思を実行出来るようにさせる能力を持つ（例：「宇宙に行きたい」と願った場合、ジャベリン自体には大気圏離脱・航宙能力はないが、代わりにクルースニクを宇宙へ向かうロケットに潜入させる手助けをする）。クルースニクの意思次第では垂直走行・海上走行も可能である。
イルズベイルで一時ジュードと行動を共にするものの、怪物との遭遇戦時に奈落に転落して生死不明となる。その後、彼のハウリングスパイクはジュードの手に渡り、新たな力となった。
アウグスト・ヘンリクセン (Augst Henriksen)
声 - 野島昭生
クラス：トライフラー（左道玩笑）
ブリューナクの参事官で、異能を持たず戦闘能力こそないものの、異能軍団コマンダーを取り仕切る「常識」の持ち主。真面目な性格だが、コミュニケーション円滑化の観点からジョークをたしなむ一面がある。肩書になっている「左道玩笑」は異能ではなく、他のコマンダーに合わせた後付けのもの。
元はエセルダ達と共にARMの開発を行なっていた異端技術者のメンバーであり、研究を諦めきれずに議会騎士団へと亡命した。
後にディバインウェポンのサンプルセルを自らに注入し、ARM暴走体となって2度に渡りジュードたちを妨害する。ただ佇むのみで攻撃手段は持っていなかったが、肉体がエネルギー吸収特性を持っており、2度目の戦闘ではガラ・デ・レオン爆発のエネルギーを吸収し、攻撃を受けるとそれを噴出する形で反撃を行なっている。

#### コマンダー
コマンダーは全部で7人とされており、ベリエールやフィオレ、アーシアの3人は除外されている。7人目（ブリューナクのメンバーとしては11人目）はラムダの切り札として扱われており、作中ではコマンダーと共に行動することはなく、フィオレ、アーシアもその存在を知らないでいる。
ジェレミィ・ナン (Jeremy Non)
声 - 大畑伸太郎
武器：ミサイルバルカン / クラス：イナーシャルキャンセラー（抑えられない砲火衝動）
作中最初に登場したコマンダー。一度暴れると見境がつかなくなる戦闘狂で、クルースニクとは犬猿の仲。ミサイルバルカンが武器。
彼の異能「抑えられない砲火衝動」は、砲撃の際に発生する反動（正確には運動量のベクトル）を0にし、砲撃しながらの自由な移動を可能にする能力を持つ。ゲーム中では攻撃後の反動をキャンセルする事で連続行動を行っている。
度重なる命令無視の結果、イルズベイル監獄島へと送られてしまう。その後体をARMに侵食され、右腕がミサイルバルカンと融合したARM暴走体となって襲ってくる。ただし、ARMに飲まれ完全に意思を失ったアウグストとは違って、ある程度の適性を持っていた為か、自我は保っている。
ヒューゴ・ヒューイット (Hugo Hewitt)
声 - 楠大典
武器：妖刀ガーン、血刀デーヴァ / クラス：システム・クロノス（絶対の彼方）
双剣を握るサムライ風のコマンダー。無益な殺生を好まない武道精神の持ち主。旧ブリューナクからのメンバーで、バルガインとは親友。
彼の異能「絶対の彼方」は、自分の行動時間を圧縮することにより、限りなく0に近い時間での移動を可能にする能力を持つ。その特性上、「アクセラレイター」以上の速さで移動できる上、停止させられる時間の制限もなく練度が高ければ停止中も一方的に攻撃が出来る。しかし、ヒューゴの場合は本人の習熟度が低いため攻撃の際には通常時間に復帰してしまうため、達人を遥かに超えるラクウェルには攻撃の瞬間を見切られている。戦闘中は「攻撃を受ける瞬間、別HEXに移動して無効化する」能力として機能する。最後にはジュードを一人前の武人と認めたうえで死亡した。
組み合わせることで「魔弓ガーンデーヴァ」となる、2本1組の曲刀「妖刀ガーン」、「血刀デーヴァ」を愛用。
サイス・ライバウアー (Sythe Riebauer)
声 - 岸尾大輔
クラス：ノーブルレッド（真紅なる貴人）
空中空母エウラリアに現れたコマンダーで、オカマ口調で話す。
自分が伝説の吸血種「ノーブルレッド」と思い込んでいるが、実際はただの嗜血症であり、それ以前に太陽光の下で平然と生活しているので、周囲から訝しがられていた。魔族であるベリエールの血を摂取しているため、防御や攻撃のための空間のゆがみを発生さる能力を持つ。ベリエールは彼にしか従わないため、上層部からはベリエールを動かすための駒としか見られていない。戦前はミュージシャンをしていた。
エウラリアからの脱出を図る一行の前に立ちはだかったが、アルノーの機転で艦載機をまとめてぶつけられ、死亡した。
ベリエール (Berial)
声 - 小島幸子
素性不明の女性で、サイスを一途に愛し、擬似的な主従関係を築いている。その正体は伝承に登場する正真正銘の魔族であり怒りに身を任せると豹変する。その力は別次元を丸ごと創り出し、視界に入ったものを強制的に空間へと引きずり込むほど凶悪で閉鎖次元「ヴンダーヴェルトラム」に閉じ込め、瞬時に相手ごと次元消滅をさせる事が可能。だが、サイスの仇討ちの為にジュード達に自ら手を下そうと考えたのが原因で逆転される。
フィオレ＆アーシア (Fiore and Asia)
声 - 広橋涼
今は亡きブリューナクコマンダー、ヒースの偏愛によって動き出した2体の愛玩人形。「夢」をエネルギーにして稼動している。
コマンダーではない為、クラスはない。ジュードたちに敗れた際、自爆技「ファンタズムハート」で最後の抵抗をしてくる。
ヒース・エクスン (Heath Exon)
クラス：インビジブルストーカー（姿無き徘徊）
フィオレとアーシアを造り出したコマンダー。彼の異能「姿無き徘徊」は、視覚のみならず、あらゆる索敵機器にも探知不可能となれる、まさに「自分の存在がこの世でなかったことになる」に等しい能力を持つ。しかし異能を利用した覗き行為を働いたことによって、数年前にラムダに粛清される。そのため本編には名前のみ登場、攻略本等でのみ姿を確認できる。
エニル・アイデム (Enil Aidem)
声 - 高森奈緒
クラス：ダークウィスパー（闇に囁く声）
エ・テメン・アン・キに現れたコマンダー。真面目で自分に厳しい女性特務員。任務遂行のためには手段を選ばない。主に諜報・潜入の活動をしている。
彼女の異能「闇に囁く声」は、対象の心の闇（不安要素）を物質化する能力を持つ。戦闘ではキャラクター自身の影を生成し、対象が自分の幻影に与えたダメージは自分自身に返ってくる。
バルガイン・エイルス (Bargain Ales)
声 - 郷里大輔
【武器：ニーズヘッグ / クラス：バロンゴーリィ（決闘男爵）
列車内に現れたコマンダー。大戦中の事故にあって以後サイボーグとなっており、背中に装備したロケットエンジンで飛行も可能。旧ブリューナクからのメンバーで、ヒューゴとは親友。常識外れの対戦車チェーンソーにより、一撃で9999のダメージを与えてくる。
彼の異能「決闘男爵」は、自分に対する一切の小細工（状態異常、能力変化など）を無効にする能力を持つ。
戦士として戦いの中で死ぬことを望み、大戦中に死ねなかったことを今でも悔やんでいる。後にジュード達に破れるが、戦いの中で死ねた自分こそが勝利者であると信じ、満足しながら爆散した。
ガウン・ブラウディア (Gaumn Browdia)
声 - 若本規夫
武器：アンサラー、フラガラッハ / クラス：ダブルドラグナー（双載銃騎）
突如、ジュードたちの前に現れる謎の男。はらまき姿で、口に乾燥うどん（と本人は言い張っている）を咥えている。物語の各所でジュード一行を助けるが、ブリューナクが絡むと途端に姿を消す。
正体はブリューナク最後の一人で「11番目（ギリシア文字の11番目＝ラムダ）の切り札」であるコマンダー。彼の異能「双截銃騎」は戦闘力そのものであり、超人的な身体能力に加え、戦車砲さえも遥かに超える威力の特製の二丁拳銃「アンサラー（因果）」と「フラガラッハ（応報）」を自在に操る。それぞれの銃に装填された各6発、合計12発の弾丸を撃ちきる前に大抵の敵は地に伏してしまうという（通常攻撃のみだが、ダメージは9999固定）。その反動は、2発同時発射で自身が高高度を滞空できるという常軌を逸したレベル。さらには戦闘開始直後にいきなりファイネストアーツを放ち、戦闘突入後は相手の行動に先んじて割り込み強制的に行動をキャンセルと、一方的な戦闘スタイルを取っている。彼の場合、倒すのではなく、その矜持に従って「12回の攻撃を受けて全滅しない（正確には通常攻撃で2発、カウンターで1発撃つ弾丸計12発を全て撃ちきらせる）」ということが勝利条件となっている。
「黒衣の死神」を極秘で追跡し捕縛に成功したが、結果としてジュードたちを裏切る形となってしまった彼は、ラムダのやり方に疑問を覚える。ディエバスでの一戦を経てジュードたちの「子供として」の覚悟を確認したガウンは「大人として」の覚悟を見せるために、ラムダの防衛ミサイルから身を挺してジュードたちを守った。このミサイル迎撃の際、銃撃の反動で浮遊しつつ攻撃し、明らかに不可能な時間空中に留まり、最終的に自らの拳でミサイルを粉砕するという常識外れのアクションをやってのけている。しかし、コマンダーと同じく合計10発と言われていたミサイルの中にも切り札の11発目があったため、最後の一発は自らの拳で殴ることでミサイルと共に爆散した。

### キーキャラクター
ハウザー・ブラックウェル (Hauser Blackwell)
声 - 田中正彦
武器：ガンクロウ
ジュード達の前に現れた謎の男。元軍人で、かつての戦争でARMを扱い戦況を覆した英雄。しかし、今では戦争犯罪人として追われる身である。その圧倒的な力から、今なお「黒衣の死神」の通り名で知られている。正体前述にもある通りジュードの父親である。
本作の事実上の最終ボスで、未だ戦争がなくならないことに怒りを覚え、その原因たる人間をARM「神剣（ディバインウェポン）」で絶滅させようと企む。最終的にディバインウェポンと同化する形でジュード達に立ちはだかる。だが人間が形作る未来を信じるジュードたちには及ばず敗北。消滅するディバインウェポンから分離し、一行に襲い掛かるがジュードに抱き留められて説得され、戦意をなくして自らも消滅していった。武器とするARM「ガンクロウ」は現存する中でも最強クラスの性能を誇る。
大戦中は軍に所属し、ARMを扱う英雄として奉られていた。しかし、後に自身を完全な兵器と化す命令が出たことを知り、惹かれあっていたエセルダを始めとする研究者達と共にシエル・シェルターへ脱走した。
そして終戦直前、フェルクレルングを襲った大事故を食い止めるため、ジュードを身ごもっていたエセルダをシェルターに残して単身乗り込んだが、その際傷つく身体をARMで修復し続けたことが原因で、当時の記憶が断片的にしか残っていない。そのため、作中登場するハウザーは「ハウザー・ブラックウェル」という名のARMそのものとでも言うべき存在であり、面影が記憶に残る「誰か」を求めてファルガイア中を放浪していた。
ディバインウェポン
本作におけるラストボス。汎国家統合星府の異端技術者（ブラックアーティスト）たちによって最後に生み出された最大の惑星環境修復装置。型式番号XERD_004DW、通称「神剣」。イルズベイル監獄島の地下に大部分が埋まっており、上部の一角だけが地表に突き出しているほどの超巨大ARM。完全な形で稼働すれば惑星規模で汚染・疲弊した土壌や大気をナノマシンに置換し修復することができると期待されていたが、結局戦中は完成に至らず、また運用に必要なドライバーも不在であったため、稼働はおろか起動試験すら行われることはなかった。
その絶対的な力故に悪用を恐れられ、当時の技術者たちによって密かに封印されていたが、起動を諦めきれなかったアウグストによって情報をリークされ、枢密院が稼働を試みるが失敗し、ラムダが稼働を試みる。最終的には、人間に絶望し滅ぼそうと考えたハウザーと同化することで復活を果たし、ジュードたちの前に立ちふさがる。星を作り替える圧倒的な力も「人間が形作る未来を」を信じるジュードたちには及ばず、彼らの思いを結集して放たれた「アークインパルス」によって消え去った。
エセルダ・マーヴェリック (Ethelda Maverick)
ジュードの母親。大戦中は汎国家統合星府に所属し、そこでARM開発に携わっていた。後にARMの被験者であったハウザーと惹かれあい、ジュードを授かる。
物語の鍵となるARM「神剣（ディバインウェポン）」の開発者。

## システム

### 戦闘システム
今作では「HEX（Hyper Evolve X-fire sequence）バトル」システムとよばれる、新戦闘システムが起用されている。
この戦闘システムは従来のシステムを一新したシステムで、戦闘では7つの六角形のマス（HEX）を移動しながら攻防を行う。攻防の順番はターン制ではなく、反応（いわゆる素早さ）が高いキャラクターから味方敵問わず順番に行動し、反応が高いキャラクターは遅いキャラクター1回の間に何回か行動することもできる（アクティブタイムバトルシステムに近い）。敵味方含めての行動順番も表示されるのでそれを考えて戦術を組み立てることができる。1ターンで行える行動は、「攻撃」「防御（リロード）」「移動」「アイテム」「フォース」だが、キャラクターの成長に伴って特殊なスキルを習得するとターンを増やし、連続で行動できる。行動の対象は基本的に1マス単位で、複数のキャラクターが入っていればその全員に効果が及ぶ。ゆえに戦略性が重要となった今システム。他にも属性の恩恵を得られる「レイポイント」やHEXに存在する「トラップ・障害物」などのバリエーションもある。
このシステムは『ワイルドアームズ ザ フィフスヴァンガード』でも踏襲されている。

### アクションシステム
従来のシリーズではキャラクターごとに複数用意された「グッズ」と呼ばれるアイテムを謎解きに用いていたが、本作ではマップ移動時にはジュード以外のキャラクターを使用することができなくなっており、グッズシステムも廃止された。それに代わり、基本アクションの充実やマップに落ちているグッズを使用可能にすることで謎解きにバリエーションを与えている。
たとえば、前作までのダッシュは特定のボタンまたは一部のグッズを用いる必要があったが、今作からは通常の移動手段に変更された。ジャンプも同様にボタン一つで自由に繰り出せるようになった。ボタン押下の強弱により飛距離が変わり、また空中でもう一度ボタンを押すことで2段ジャンプも可能。
このほかにも、体内時計を加速させることにより短時間ながらも超高速で移動できるアクション「アクセラレイター」が存在する。

## 用語
汎国家総合星府
議会騎士団と78年にも及ぶ長期の戦争を繰り広げた2大勢力の一方。主義や国境を越えて多くの国家盟主らが列席していた。戦争末期、内部クーデターにより瓦解した。
異端技術者（ブラックアーティスト）
かつての汎国家統合星府でARMによる惑星環境修復の研究をしていた技術者たちの総称。
戦争終結後、これ以上のARMの軍事利用を恐れた彼らは試作型ARMとARM三号機を持って、宙に浮かぶ不可視のシェルター「シエルシェルター」へと逃亡した。
議会騎士団
汎国家総合星府と78年にも及ぶ長期の戦争を繰り広げた市民組織共同体。星府の支配的統治に対抗・決起した。彼らが所有する機械化要塞「ガラ・デ・レオン」「エウラリア」はそれぞれ、「地の獅子」「天の聖母」と呼ばれている。
枢密院
議会騎士団を取り仕切る、5人の騎士「枢機卿クリフォード」「騎士アーリントン」「騎士バッキンガム」「騎士アシュレイ」「騎士ローダーテイル」で構成される組織で、5人の頭文字を取って「カバル（CABAL）」とも称される。5人の騎士は皆、生命活動時間を増幅し、ラムダの異能「涙に浮かぶ未来」でも未来幻視できない特殊な鎧「君主の鎧装（GOL）」を装備している。戦争終結後は、「未来受胎計画」という計画を極秘に進めてきた。終盤、ユウリィと神剣を使って自分達が不老不死となり、世界を牛耳ると言うその計画をラムダに知られるとラムダの目指す世界とは相容れない者として全員粛清された。
特務局ブリューナク
ラムダ・ゼルヴィガーを局長とする、議会騎士団の精鋭組織。局長ラムダの両翼には「槍」と「盾」が置かれ、局長直下の参事官、その下にラムダ以外の者では扱えない規格外危険人物「コマンダー」と呼ばれる7人の異能者たちが控えている。議会騎士団より命を受け、ユウリィの確保を企む。
ARM
「Ambient Reorganization Material（環境再組織化機械郡体）」の略称。本来は傷ついた惑星環境を、傷つく前の自然と同じ力を持たせたナノマシンで補完し、改善する為に研究開発されていたが、兵器として転用される事になる。この頃の本来の目的の名残で、傷ついた使用者の傷をナノマシンで補う働きを持つ。兵器である各ARMの「XERD」は、認識コードである「X」と「環境修復装置」を意味する「Environmental Repair Device」の頭文字を繋げたもので、ナンバーは開発された順番、アルファベットはコードネームの略称になっている。
通常は極小サイズのナノマシンとなって使用者の体内に納まっているが、戦闘の際には使用者の意思に応じて励起し、瞬時に武器として再構成出来る上に使用者の精神力に応じて進化する。使用者とリンク前の未起動状態では砂のような状態。
持ち運び易い上に威力の高い理想的な武器と言えるが、遺伝子内に特殊な因子を持った因子適合者（ジーンドライバー）と呼ばれる者しか扱えず、戦時中は人工的に遺伝子調整を行ったハウザーしか扱える者は存在しなかった。ジュードが先天的因子適合者（インヒレント・ジーンドライバー）なのは、因子適合者であるハウザーが親であるため。理論上はARM同士を合体させることも可能。
XERD_001HS ハウリングスパイク
兵器として作られた試作機のARMだが、実戦に耐えられる性能を持つ。戦時中、ハウザーが実戦で用いる事でデータが収集され、それを元に他のARMも作られた。戦争終結後はアウグストの手に渡り、クルースニクが使用者となる。本編でクルースニクが頻繁に使用するが、イルズベイル監獄島で、崖から落下する際にジュードに託される。
XERD_002GC ガンクロウ
ハウリングスパイクより威力・性能共に強化され、ハウザーに合わせて調節されたARM。ハウザーはこれを用いて戦争時に多大な戦果を挙げ、戦争終結後もハウザーが所持している。ラクウェルが被爆した事故を鎮めるため、炉心を解体した時もハウザーはこのARMの使用者であり、炉心の熱と放射能によりハウザーの肉体が死滅していく中、このARMがハウザーの失った肉体を補い続け、炉心の解体に成功するが、その結果、生身の肉体を全て失い、人間ハウザーの思考パターンを持ったナノマシンの集合体、いわば「ハウザー」と言う名のARMと化してしまう。
XERD_003SS シェイプシフター
戦争末期に作られた3機目のARMであり、使用者の意思に応じて自由に形態を変える力を持つ。戦争に使われる前に持ち出されたため、実戦投入はされなかった。ジュードがシエル村でナノマシン群の状態だったものを起動させ、使用武器となる。完全な適合者であるとはいえ、使い始めてからの日が浅く、ハウザーと比べてARMの性能はあまり引き出せていないが、それでも銃や剣やシールドなど、いくつかの形態変化や、それなりに強力な銃撃などは繰り出せる。また、形態変化という特性を生かして他のARMとの合体も可能。
XERD_004DW ディバインウェポン
「神剣」とも呼ばれる、巨大な惑星環境修復装置。惑星レベルの環境を修復する事も可能な強大なARMだが、兵器として使用すれば星を滅ぼしかねない危険性を持つ。その性能を恐れた開発者によって、起動実験さえされないまま、イルズベイル監獄島地下に封印され隠蔽されたが、枢密院に知られてしまい、その能力を使い不老になろうとユウリィが狙われることになる。後に人間に絶望したハウザーが起動させ、人類への憎悪の意思に従いその機能を発揮。イルズベイル監獄島全域に侵食を始め、生物（人間を含む）や岩石や機械を喰らい飲み込み融合し、「人間の天敵」であるARM暴走体を無数生みだす。

## 主題歌

### オープニングテーマ
空を見上げる君がいるから
歌 - 麻生かほ里 / 作詞・作曲 - なるけみちこ
埋葬都市クリア後からオープニングが変化する。

### エンディングテーマ
as time goes by 〜僕等は忘れない〜
歌 - 麻生かほ里 / 作詞・作曲 - なるけみちこ / 編曲 - 佐孝康夫

## 関連商品

### 和書
- 攻略本：ワイルドアームズ ザ フォースデトネイター コンプリートガイド
- 攻略本：ワイルドアームズ ザ フォースデトネイター ザ マスターガイド
- 漫画：WILD ARMS the 4th Detonator（月刊ガンガンWING）
- 漫画：ワイルドアームズthe 4th Detonator 4コママンガ劇場
- 漫画：WILD ARMS the 4th Detonator4コマ
- 漫画：WILD ARMS the 4th Detonator アンソロジー
- 小説：ワイルドアームズ ザ フォースデトネイター 上（ファミ通文庫）（細江ひろみ）
- 小説：ワイルドアームズ ザ フォースデトネイター 下（ファミ通文庫）（細江ひろみ）
- 小説：ワイルドアームズ ザ フォースデトネイター 上（電撃文庫）（天羽沙夜）
- 小説：ワイルドアームズ ザ フォースデトネイター 下（電撃文庫）（天羽沙夜）※発売中止
- その他：ワイルドアームズ ザ フォースデトネイター 公式設定資料集

### サウンドトラックCD

#### ワイルドアームズ ザ フォースデトネイター オリジナルスコア
CD4枚組、 「ワイルドアームズ」シリーズの楽曲と言うことでなるけみちこ作曲が多いが、開発中に起きたなるけみちこの体調不良により、本作では他にも甲田雅人や清水信之、鈴木隆太が作曲を担当している。一部楽曲の歌唱は麻生かほ里が担当。
| #   | タイトル                                     | 作詞 | 作曲・編曲 |
| --- | -------------------------------------------- | ---- | ---------- |
| 1.  | 「the 4th Detonator」                        |      |            |
| 2.  | 「空を見上げる君がいるから (Opening Theme)」 |      |            |
| 3.  | 「静止した村 シエル」                        |      |            |
| 4.  | 「危地に翻る」                               |      |            |
| 5.  | 「カタストロフ ナウ」                        |      |            |
| 6.  | 「激突、第四交戦地点」                       |      |            |
| 7.  | 「ただ一輪の花のために」                     |      |            |
| 8.  | 「over the wind」                            |      |            |
| 9.  | 「ガンブレイズ」                             |      |            |
| 10. | 「Condition Green!」                         |      |            |
| 11. | 「ポート アイリントン」                      |      |            |
| 12. | 「近くにありて、遥かに遠く」                 |      |            |
| 13. | 「背中預けた仲間たち」                       |      |            |
| 14. | 「すっかり賑やか」                           |      |            |
| 15. | 「積み上げられた時と石」                     |      |            |
| 16. | 「議会騎士団の亡霊」                         |      |            |
| 17. | 「涙に濡れた未来」                           |      |            |
| 18. | 「シャドウテリトリー」                       |      |            |
| 19. | 「臨界強襲・限界突破」                       |      |            |

| #   | タイトル                         | 作詞 | 作曲・編曲 |
| --- | -------------------------------- | ---- | ---------- |
| 1.  | 「冷たい鉄の匣の中」             |      |            |
| 2.  | 「不安から焦燥へ」               |      |            |
| 3.  | 「瞬間を拓くREASON」             |      |            |
| 4.  | 「WeaponX」                      |      |            |
| 5.  | 「輝槍は闇を突き穿つ」           |      |            |
| 6.  | 「ナイトメア 螺旋」              |      |            |
| 7.  | 「手招きする秘妖姫」             |      |            |
| 8.  | 「Like a Rolling stone」         |      |            |
| 9.  | 「unrest」                       |      |            |
| 10. | 「植木屋さんナノダッ!?」         |      |            |
| 11. | 「不夜城 ギャラボベーロ」        |      |            |
| 12. | 「デュエリストの憂鬱」           |      |            |
| 13. | 「賞賛と返り血と」               |      |            |
| 14. | 「誰も知らない終着駅」           |      |            |
| 15. | 「時間を止めずに駆けてゆけ」     |      |            |
| 16. | 「荒野の果てに (Ver.Detonator)」 |      |            |
| 17. | 「涙落とした砂の味」             |      |            |
| 18. | 「暗闇に揺れる炎」               |      |            |
| 19. | 「解かれた枷、放たれたケモノ」   |      |            |

| #   | タイトル                       | 作詞 | 作曲・編曲 |
| --- | ------------------------------ | ---- | ---------- |
| 1.  | 「鈍色のバックライ」           |      |            |
| 2.  | 「無にもなれずに無明を彷徨う」 |      |            |
| 3.  | 「撃ちてし止まぬ運命に吠えろ」 |      |            |
| 4.  | 「Force, Storm, and CRISIS」   |      |            |
| 5.  | 「埋葬された都市」             |      |            |
| 6.  | 「ブラックトリガー」           |      |            |
| 7.  | 「星の光と渡る風」             |      |            |
| 8.  | 「嵐に向かう翼を信じる」       |      |            |
| 9.  | 「凶祓の名をうけて」           |      |            |
| 10. | 「絆を想う」                   |      |            |
| 11. | 「そこに貫く意地は固く」       |      |            |
| 12. | 「キミ ノ ナミダ ヨリ…」       |      |            |
| 13. | 「赤外脅威」                   |      |            |
| 14. | 「真実と嘘の狭間のSECRET」     |      |            |
| 15. | 「瞳輝く、その微笑みを」       |      |            |
| 16. | 「君は、迷い断つ剣をとれ」     |      |            |
| 17. | 「弔いの雨は頬に伝う」         |      |            |
| 18. | 「碧い軌跡」                   |      |            |
| 19. | 「続く未来を怖れない」         |      |            |
| 20. | 「フロンティア ハリム」        |      |            |
| 21. | 「奈落より顕現」               |      |            |

| #   | タイトル                               | 作詞 | 作曲・編曲 |
| --- | -------------------------------------- | ---- | ---------- |
| 1.  | 「受け止めて、呼び覚ませ」             |      |            |
| 2.  | 「胸に咲くこの花あるかぎり」           |      |            |
| 3.  | 「reckless ARM」                       |      |            |
| 4.  | 「悲しみ終わるまで」                   |      |            |
| 5.  | 「砕いて星屑、荒れ野に踊る」           |      |            |
| 6.  | 「棺引く黒い影」                       |      |            |
| 7.  | 「Hauser Hazard」                      |      |            |
| 8.  | 「空を見上げる君がいるから」           |      |            |
| 9.  | 「来た道に振り返らない」               |      |            |
| 10. | 「風の向こうにその名を呼べば」         |      |            |
| 11. | 「はばたく想いは、言葉を越えて」       |      |            |
| 12. | 「終わらない物語」                     |      |            |
| 13. | 「as time goes by 〜僕等は忘れない〜」 |      |            |
| 14. | 「いんとろだくしょん」                 |      |            |
| 15. | 「俯瞰図の試練」                       |      |            |
| 16. | 「おたく、やるねェ」                   |      |            |
| 17. | 「ランドギアで出るッ!」                |      |            |
| 18. | 「Ex.ファイル」                        |      |            |
| 19. | 「まだまだEx.ファイル」                |      |            |
| 20. | 「束ねる力」                           |      |            |
| 21. | 「おっまかせ☆」                        |      |            |
| 22. | 「見上げた空に届いた手」               |      |            |